# ۱٬۲-دی‌متوکسی‌بنزن
۱،۲-دی‌متوکسی‌بنزن (به انگلیسی: 1,2-Dimethoxybenzene) با فرمول شیمیایی C۸H۱۰O۲ یک ترکیب شیمیایی است. که جرم مولی آن ۱۳۸٫۱۶ g/mol می‌باشد. 